# Institut Guttmann
L'Institut Guttmann és una entitat dedicada a la neurorehabilitació creada el 27 de novembre de 1965 per l'empresari Guillermo González Gilbey. Fou el primer hospital de l'Estat espanyol dedicat a la rehabilitació de persones amb lesió medul·lar i hi introduí les tècniques desenvolupades uns anys abans pel Dr. Sir Ludwig Guttmann, de qui porta el nom.
El seu primer director mèdic fou el doctor Miquel Sarrias Domingo, deixeble del professor Josep Trueta a Oxford i del mateix Dr. Guttmann a Stoke Mandeville (Anglaterra).
Actualment situat a Badalona, és un hospital de referència per al tractament medicoquirúrgic i la rehabilitació integral i holística de persones afectades per una lesió medul·lar, un dany cerebral adquirit, o una altra discapacitat d'origen neurològic.
La Fundació Institut Guttmann, titular de l'hospital, va ser constituïda el 1962 pel Sr. Guillermo González Gilbey; qui, en quedar tetraplègic arran d'un accident de circulació el 1958, va haver de ser tractat a Stoke Mandeville pel Dr. Guttmann, i al seu retorn a Catalunya va decidir impulsar, juntament amb altres persones, el nou hospital.
El 1995, l'Institut Guttmann va ser distingit per la Generalitat de Catalunya amb la Creu Sant Jordi, i el 2001 amb la Placa Josep Trueta al mèrit sanitari. El 2015, pel 50è aniversari de la inauguració de l'hospital, va rebre la Medalla d'Honor del Parlament de Catalunya.